# 5. вечити дерби у фудбалу
5. вечити дерби у фудбалу је фудбалска утакмица одиграна на стадиону Црвене Звезде у Београду 7. новембра 1948. године, између Црвене звезде и Партизана.

## Ток утакмице
Око 30.000 гледалаца присуствовало је на стадиону Црвене Звезде у Београду утакмици за фудбалско првенство државе између Партизана и Црвене Звезде. Ово је била одлучна утакмица јесењег дела првенства, јер победник би имао највише изгледа да буде јесењи првак. Зато је ова утакмица била права првенства борба два равноправна противника, из које је ефикаснији тим Партизана изашао као победник. Резултат утакмице је 1 : 0 (1 : 0) за Партизан.
Играчи Партизана играли су једноставније и углавном на брзе продоре, примењујући тактику брзог мењања места навалних играча што је доводило у забуну одбрану противника. Одбрана Партизана обавила је одлично свој задатак. У њој су се нарочито истакли Чајковски и Јовановић. Чајковски, одличан техничар, брз, издржљив и пожртвован, редовно је долазио до лопте пре противнички играча а такође додавао употребљиве лопте својој навали. У навали се истакао Бобек, који је био врло продоран и борбен. Гол који је постигао у почетку игре одраз је његове присебности и сналажљивости пред голом. Осим њега добро су играли Стрнад и Симоновски.
Црвена Звезда није умале да искористи теренску надмоћност. Њени навални играчи претерано су комбиновали у пољу, замарали се дрибловањем, а кад је требало да шутирају, нису имали довољно снаге и све такве лопте редовно су задржавали борбени играчи одбране Партизана. Играчи Црвене Звезде пожртвованом игром били су створили теренску надмоћност коју навални играчи нису успели да реализују. То се нарочито одразило у другом полувремену када је Црвена Звезда била изразито надмоћна, што се види и из односа корнера: 5 : 1 за Црвену Звезду. Томашевић је играо слабо и на центру (у првом полувремену) и на десном крилу (у другом).
Једини гол утакмице пао је у 3. минуту првог полувремена. Ђурђевић је киксирао на ивици казненог простора. Ту се нашао Бобек, који је повео лопту неколико корака и присебно шутирао у доњи угао. Ловрић је био покушао да падом спречи гол, али лопта је испод њега ушла у мрежу.